# موزه رئیسعلی دلواری
موزهٔ رئیسعلی دلواری در شهر دلوار از توابع شهرستان تنگستان واقع شده‌است. ساختمان این موزه خانه و محل زندگی رئیسعلی دلواری بوده‌است؛ که در ۴۵ کیلومتری شهر بوشهر قرار دارد.